# Hogrefe
Hogrefe (Hogrebe, Hogreve, Ableitungen vom Amtstitel Greve) ist ein ursprünglich niedersächsischer Nachname. Der Name wurde in der Form Gogreve 1172 in Medebach zum ersten Mal urkundlich erwähnt: Genannt werden der Richter Luithewicus Gogreve und sein Bruder, ein Priester mit dem Namen Thomas. Der Name hat sich aus der niederdeutschen Amtsbezeichnung für einen ordentlichen Richter an einem Gogericht, dem eines Gogrefen oder später Hogreven, abgeleitet. Die letzten Amtsbezirke als Gogerichte hat es im Gebiet von Niedersachsen noch um 1600 gegeben.

## Namensträger

### Hogrebe
- Heinrich Hogrebe (1913–1998), deutscher Forstmann und Offizier im Zweiten Weltkrieg
- Michael Hogrebe (* 1965), deutscher Brigadegeneral im Kommando Luftwaffe
- Wolfram Hogrebe (* 1945), deutscher Philosoph und ehemaliger Präsident der Deutschen Gesellschaft für Philosophie

### Hogrefe
- Bernd Hogrefe (* 1948), deutscher Brigadegeneral a. D.
- Carl Jürgen Hogrefe (1924–2007), Psychologe und Verlagsgründer in Göttingen (siehe Hogrefe Verlag)
- Dieter Hogrefe (* 1958), deutscher Informatiker
- Dietmar Hogrefe (* 1962), deutscher Vielseitigkeitsreiter
- Frederik Hogrefe (* 1985), deutscher politischer Beamter (CDU)
- G.-Jürgen Hogrefe (* 1960), deutscher Psychologe und Verleger
- Johann Ludwig Hogrefe (1737–1814), deutscher Offizier, Lehrer, Ingenieur und Kartograf
- Jürgen Hogrefe (* 1949), deutscher Journalist, Buchautor und Manager
- Lühr Hogrefe (1900–1942), Reichstagsabgeordneter der NSDAP
- Robert Hogrefe (1848–1921), deutscher	Oberamtmann und Politiker, Abgeordneter im Preußischen Abgeordnetenhaus
- Wilhelm Hogrefe (* 1949), Landtagsabgeordneter im Niedersächsischen Landtag seit 1994

### Hogreve
- Jens Hogreve, Betriebswirtschafter und Hochschullehrer